# Tricnidactis
Tricnidactis is een geslacht van zeeanemonen uit de klasse van de Anthozoa (bloemdieren).

## Soort
- Tricnidactis errans De Oliveira Pires, 1987